# Церковь Илии Пророка (Серпухов)
Це́рковь Проро́ка Ильи́ (церковь Илии́ Пророка «на Торгу́») — православный храм в историческом центре города Серпухова Московской области. Относится к Серпуховскому благочинию Подольской епархии Русской православной церкви.

## История
Храм сооружён в 1748 году на месте деревянной церкви, существовавшей здесь с первой половины XVI века, на средства, выделенные купеческой семьёй Поповых. Подвергся перестройке в середине XIX века, в ходе которой луковичные купола заменены главами в форме «ваз», фасады декорированы лепниной. В советское время церковь, единственная в Серпухове, продолжала действовать. В середине XX века устроен второй придел во имя иконы Божией Матери «Взыскание погибших».

## Архитектурные особенности
Ильинская церковь вместе с храмами Успенским (1744 год) и Троицы (XVII—XVIII века) составляет ансамбль посадских храмов «удачно вписанных в городской пейзаж». Ильинский храм является представителем архитектурного направления московское барокко. Представляет собой восьмерик на четверике. Имеет трапезную с приделом святой великомученицы Екатерины, колокольню.